# Colina, Tulcea
Colina (în trecut Cara Ibil, în rusă Калина) este un sat în comuna Murighiol din județul Tulcea, Dobrogea, România.